# كوتريه
كوتريه هي بلدة تقع في إقليم البرانس العليا، أوسيتاني جنوب غرب فرنسا.